# Sultan Ismail Petra Airport
Sultan Ismail Petra Airport is een internationale luchthaven in Kota Bharu in het land Maleisië. Bezoekers van de Perhentian-eilanden gebruiken vaak deze luchthaven om daarna met een boot naar de eilanden te varen. 